# 布德涅 (沙爾霍羅德區)
48°43′7″N 28°0′42″E / 48.71861°N 28.01167°E
布德涅（烏克蘭語：Будне），是烏克蘭的村落，位於該國西南部文尼察州，由日梅林卡區負責管轄，面積1.1平方公里，海拔高度213米，2001年人口601，人口密度每平方公里544.38人。